# Những bà nội trợ kiểu Mỹ
Desperate Housewives (hay được biết đến với tựa tiếng Việt là Những bà nội trợ kiểu Mỹ; tạm dịch: Những bà nội trợ tuyệt vọng) là một sê-ri truyền hình hài tâm lý huyền bí Mỹ sáng lập bởi Marc Cherry và sản xuất bởi ABC Studios và Cherry Productions. Bộ phim được trình chiếu trên ABC từ ngày 3 tháng 10 năm 2004 đến ngày 13 tháng 5 năm 2012. Giám đốc sản xuất Cherry đồng thời cũng đảm nhận vai trò điều hành chương trình. Những đồng giám đốc sản xuất khác từ mùa thứ tư gồm Marc Cherry, Bob Daily, George W. Perkins, John Pardee, Joey Murphy, David Grossman, Larry Shaw và Sabrina Wind.
Bối cảnh chính của bộ phim là Wisteria Lane, một con phố được hư cấu nằm tại một thị trấn nhỏ ở Fairview, tiểu bang Eagle. Bộ phim kể về cuộc sống của một nhóm phụ nữ qua ánh mắt của một người hàng xóm đã chết. Những người phụ nữ này phải vượt qua mọi khó khăn của bản thân và cuộc sống gia đình, trong khi họ phải đối mặt với những bí mật, những vụ án và những điều kỳ bí ẩn dưới sự yên bình của một vùng ngoại ô xinh đẹp mang vẻ ngoài hào nhoáng.
Loạt phim gồm một dàn diễn viên chính, dẫn đầu bởi Teri Hatcher trong vai Susan Mayer, Felicity Huffman trong vai Lynette Scavo, Marcia Cross trong vai Bree Van de Kamp và Eva Longoria trong vai Gabrielle Solis. Brenda Strong trở thành người dẫn truyện cho bộ phim trong vai bà nội trợ đã khuất Mary Alice Young, xuất hiện trong những cảnh hồi tưởng lại quá khứ và trong các giấc mơ.
Từ khi trình chiếu trên kênh ABC vào ngày 3 tháng 10 năm 2004, loạt phim đã nhận được nhiều phản hồi tích cực từ khán giả cũng như sự yêu thích của những nhà phê bình. Bộ phim đã được trao giải Emmy, Quả Cầu Vàng và Screen Actors Guild. Tập đầu tiên của sê-ri thu hút 21.6 triệu khán giả còn tập cuối của mùa phim đầu tiên thu hút hơn 30 triệu người xem. Năm 2007, chương trình đã trở thành bộ phim phổ biến nhất thế giới, với số lượng khán giả xấp xỉ 120 người cũng như trở thành chương trình truyền hình có số lượng người xem cao nhất theo thống kê của 20 quốc gia. Năm 2010, bộ phim cũng đã trở thành sê-ri hài thu hút nhất quốc tế, với số lượng khán giả trung bình là 51.6 triệu người khắp 68 lãnh thổ. Trước đây, chương trình đã nắm giữ kỷ lục này kể từ năm 2006. Ngoài ra, Những bà nội trợ kiểu Mỹ đồng thời cũng trở thành sê-ri có doanh thu cao thứ ba năm 2010, với 2,74 triệu USD cho mỗi nửa giờ trình chiếu. Tạp chí Entertainment Weekly đã phát hành danh sách "New TV Classics", dành cho những bộ phim truyền hình hiện đại hay nhất, nơi mà sê-ri giành được vị trí 56.
Mùa 8 và cũng là mùa phim cuối cùng của Desperate Housewives đã được đài ABC thông báo thực hiện vào ngày 17 tháng 5 năm 2011. Tập đầu tiên của mùa phim đã được trình chiếu vào ngày Chủ nhật, 25 tháng 9. Loạt phim đã kết thúc vào ngày 13 tháng 5 năm 2012.
Trên thế giới, Desperate Housewives đã được trình chiếu trên Channel 4, Seven Network, RÚV, TV2, ABC HD, E4, TVNZ, Arena, STAR World, OSN First, RAI, Hot 3 và RTÉ.

## Tóm tắt nội dung
- Phần 1 của loạt phim bắt đầu được trình chiếu từ ngày 3 tháng 10 năm 2004 với vụ tự tử không rõ nguyên nhân của Mary Alice Young. Bốn bà nội trợ chính trong phim là Susan Mayer, Lynette Scavo, Bree Van de Kamp và Gabrielle Solis lần lượt xuất hiện. Nội dung chính của phần này chủ yếu xoay quanh cái chết bí ẩn của Mary và sự liên quan của chồng con cô (Paul và Zach) với nguyên nhân cái chết ấy. Trong khi Bree cố gắng bảo vệ cuộc hôn nhân của mình thì Lynette phải đương đầu với việc chăm sóc bốn đứa con. Susan và Edie Britt lo tranh giành nhau anh thợ sửa ống nước mới đến Mike Delfino, còn Gabrielle lo giấu giếm người chồng Carlos Solis về quan hệ bất chính với cậu làm vườn tuổi vị thành niên John Rowland. Kết thúc phần này, Rex - chồng của Bree - qua đời và nghĩ Bree đã đầu độc mình, Carlos được chính John cho biết chuyện vợ mình ngoại tình trước khi Carlos bị giam vào tù, chồng của Lynette là Tom - bị sa thải và cho phép vợ được đi làm, cuối cùng là một tình tiết dở dang về việc Mike sắp bị bắn bởi chính con trai của anh.
- Phần 2 tiếp tục được phát sóng từ ngày 25 tháng 9 năm 2005 với sự xuất hiện của người hàng xóm dọn đến lúc nửa đêm Betty Applewhite. Bí ẩn chính trong phần 2 tập trung vào Betty và gia đình kỳ lạ của bà. Trong phần này, Bree làm quen với thực tại góa bụa, bắt đầu hẹn hò với George Williams - kẻ mà cô không biết đã đầu độc chồng mình, tranh đấu chống lại cơn nghiện rượu, và bất lực trong việc hàn gắn quan hệ với cậu con trai. Chuyện tình cảm của Susan ngày một trở nên phức tạp khi chồng cũ của cô đính hôn với Edie, đồng thời mong muốn nối lại tình xưa với Susan. Lynette quyết định quay trở lại công ty quảng cáo và trở thành sếp của chính chồng mình. Gabrielle quyết định sẽ thành thực hơn với Carlos và chuẩn bị cho việc có một đứa con. Trong cảnh kết thúc phần này, Mike bị người bạn nha sỹ của Susan là Orson Hodge cố tình lái xe húc vào Mike.
- Phần 3 bắt đầu được trình chiếu từ ngày 24 tháng 9 năm 2006 với việc Bree kết hôn với Orson Hodge, người có liên hệ với một xác chết vừa được tìm thấy và trở thành bí ẩn chính của phần này. Lynette tập thích nghi với việc có thêm một đứa trẻ trong nhà, và đó chính là đứa con gái riêng của Tom. Sau đó, gia đình Scavo cũng đã căng thẳng về việc Tom muốn mở một quán pizza. Gabrielle quyết định ly dị Carlos và tìm thấy tình yêu mới với thị trưởng của Fairview. Susan mất hy vọng về việc Mike sẽ tỉnh dậy khỏi cơn hôn mê sau khi bị xe tông, và hẹn hò với chàng trai người Anh cũng có cô vợ bị hôn mê. Edie lợi dụng thời cơ chiếm lấy Mike, sau đó đã bỏ Mike vì anh bị buộc tội giết người và cặp kè với Carlos. Kết thúc phần này, Gabrielle muốn quay lại với Carlos, Bree mang bầu giả để giữ thể diện cho cô con gái chửa hoang, Lynette bị u lympho, Susan và Mike tổ chức lễ cưới bí mật, Edie vì thất tình đã cố tự tử.
- Phần 4 bắt đầu từ ngày 30 tháng 9 năm 2007 với việc gia đình người hàng xóm mới Katherine Mayfair quay trở lại Wisteria Lane sau 12 năm. Cô con gái của Katherine không nhớ gì về việc đã từng sống ở đấy. Lynette chống chọi với căn bệnh ung thư, còn cô dâu mới cưới Gabrielle ngoại tình với người chồng cũ Carlos. Susan và Mike trở thành một đôi lứa hạnh phúc và chuẩn bị có con. Bree mang bầu giả và lên kế hoạch sẽ nuôi đứa con ngoài giá thú của cô con gái như con ruột của mình. Edie tìm cách níu giữ cuộc tình với Carlos. Một cặp gay tên là Lee và Bob chuyển từ Chicago đến Wisteria Lane và sống trong căn nhà trước đó thuộc về Gloria và Alma Hodge, trước đó nữa là Betty Applewhite. Kết thúc phần này, người chồng bạo hành của Katherine bị chính cô giết chết, thời gian được tua nhanh đến 5 năm sau, Bree trở thành tác giả viết sách nấu ăn thành đạt, Gabrielle có hai con gái, cặp song sinh con của Lynette đã khôn lớn và Susan có người tình mới không phải Mike.
- Phần 5 bắt đầu được trình chiếu từ ngày 28 tháng 9 năm 2008. Bí ẩn của phần này xoay quanh người chồng mới của Edie tên là Dave Williams, tìm cách trả thù một người nào đó sống ở Wisteria Lane. Susan làm quen với việc một thân nuôi con và cặp kè với anh chàng Jackson. Lynette và Tom phát hiện con trai mình mèo mả với một người phụ nữ đã có gia đình. Sau đó, hộp đêm của chồng người phụ nữ ấy đã bị cháy rụi khi nhiều cư dân Wisteria Lane đang ở trong. Gabrielle và người chồng mù Carlos khổ sở với hai cô con gái quậy phá, và sau này, Carlos đã sáng mắt trở lại. Katherine quan hệ yêu đương với Mike. Còn Bree và Orson thì lục đục trong chuyện hôn nhân. Edie khi phát hiện sự thật về Dave đã tức tốc lao xe đi nhằm vạch trần bộ mặt của y. Trên đường lái xe từ nhà, vì tránh Orson, Edie đã đâm xe vào cột điện, và bị điện giật chết khi ra khỏi xe.
- Phần 6 bắt đầu được trình chiếu từ ngày 27 tháng 9 năm 2009. Bí ẩn của phần này xoay quanh người hàng xóm mới chuyển đến Angie Bolen và gia đình của cô. Lynette và Gabrielle căng thẳng với nhau vì Lynette muốn kiện Carlos ra tòa. Julie - con gái của Susan - bị tấn công bởi một kẻ bí ẩn. Katherine suy sụp tinh thần vì bị Susan giành lại Mike, sau đó Katherine trở thành người đồng tính và rời khỏi Wisteria Lane. Bree ngoại tình với Karl khi vẫn còn là vợ Orson, và chuyện tình tay ba đã kết thúc bi thảm trong một tai nạn máy bay rơi. Sau đó, Bree còn phát hiện ra chồng đầu tiên của mình - Rex - có một đứa con trai ngoài giá thú tên là Sam.
- Phần 7 bắt đầu được trình chiếu từ ngày 26 tháng 9 năm 2010. Phần này tập trung vào sự trở lại của Paul Young từ ngục tù về Wisteria Lane, sau khi được chứng minh vô tội vì cảnh sát tìm thấy Felicia Tilman - người được họ cho rằng đã bị Paul giết chết ở phần 2. Paul cưới người vợ mới tên là Beth, cô có nhiều hành tung bí ẩn, còn Felicia tìm cách trả thù Paul vì y đã giết chết em gái của bà - Martha Huber ở phần 1. Gabrielle và Carlos biết được sự thật về việc cô con gái lớn của họ thực ra là con người khác. Gia đình Susan vì vấn đề tài chính, phải rời khỏi Wisteria Lane, và Susan phải kiếm sống bằng những việc không đứng đắn, sau này Susan còn bị bệnh thận. Người bạn thời sinh viên của Lynette - Renee Perry - chuyển đến sống ở Wisteria Lane tại căn nhà trước kia là của Edie, mang theo bí mật về quan hệ giữa Renee với Tom. Ở cuối phần, Carlos biết được sự thật về cái chết của mẹ mình và cắt đứt quan hệ giữa gia đình Solis với Bree. Lynette thuyết phục Tom tìm việc làm mới, đã dẫn đến lục đục trong hôn nhân của họ. Tập cuối kéo dài 2 giờ của phần này đã kết thúc mọi rắc rối giữa Paul và Felicia. Người cha dượng Alejandro của Gabrielle từng lạm dụng cô, đến nhà định hãm hiếp cô lần nữa, đã bị Carlos giết chết, ít phút sau, Bree, Susan và Lynette bước vào và phát hiện ra. Bree đã quyết định nên giấu cái xác đi, tạo kết thúc mở cho phần tiếp theo bắt đầu.
- Phần 8 bắt đầu được trình chiếu từ ngày 25 tháng 9 năm 2011. Đây là phần cuối cùng của loạt phim. Phần này chủ yếu tập trung vào cuộc sống của các bà nội trợ sau khi chôn xác cha dượng của Gabrielle trong rừng. Susan là người cắn rứt lương tâm nhiều nhất. Tom và Lynette ly thân, riêng Tom thì đã tìm được người tình mới. Gabrielle giúp Carlos vượt qua sự dằn vặt lương tâm. Bree tìm cách giấu chuyện Alejandro với người bạn trai Chuck - một thanh tra cảnh sát. Đồng thời, Bree còn bị một người bí ẩn gửi một lá thư có nội dung giống y hệt lá thư được gửi cho Mary Alice ở phần 1. Phần này cũng xuất hiện một nhân vật mới dọn đến Wisteria Lane là anh chàng người Úc Ben Faulkner.

## Các diễn viên và nhân vật

### Nhân vật chính

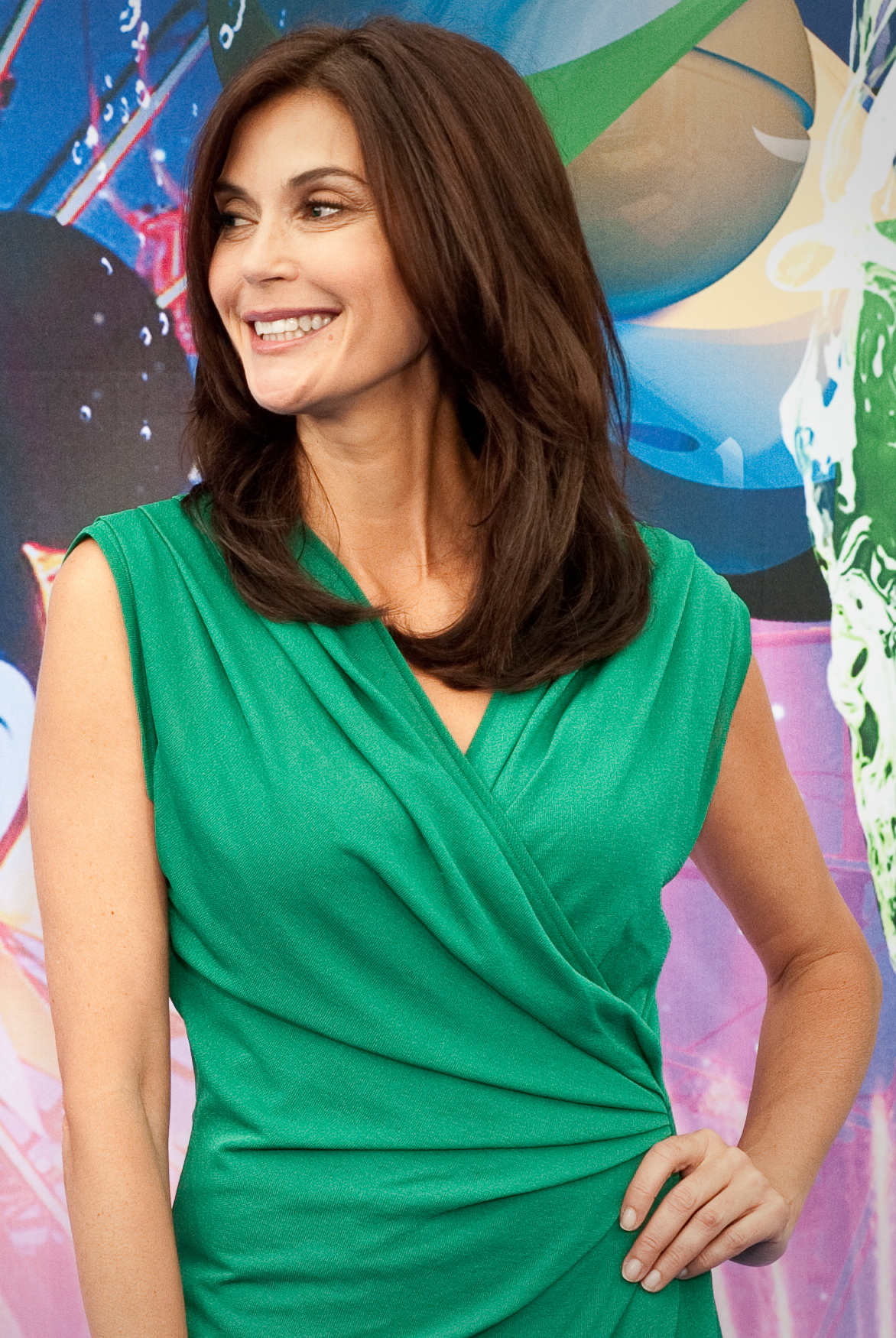
Teri Hatcher được chọn cho vai diễn Susan Mayer

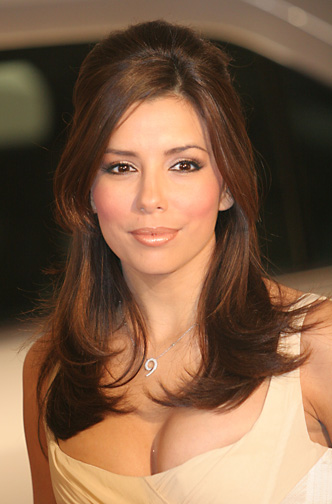
Eva Longoria đảm nhiệm vai diễn Gabrielle Solis

- Susan Mayer (Teri Hatcher): là một người phụ nữ hậu đậu, vụng về và thiếu may mắn trong chuyện tình cảm. Susan từng cưới Karl Mayer và có một cô con gái tên là Julie nhưng sau đó hai người đã ly dị nhau.
- Lynette Scavo (Felicity Huffman): là một cựu doanh nhân thành đạt. Cô có những đứa con hiếu động và luôn cảm thấy mệt mỏi khi phải chăm sóc cho chúng. Lynette là mẫu phụ nữ mạnh mẽ, thích điều khiển người khác, đặc biệt là chồng mình.
- Bree Van de Kamp (Marcia Cross): là một người phụ nữ đảm đang, cầu toàn, luôn hết lòng vì gia đình. Tuy nhiên, khi chồng cô là Rex đòi ly hôn thì Bree lâm vào khủng hoảng thực sự trước nguy cơ tan vỡ hôn nhân.
- Gabrielle Solis (Eva Longoria): là một cựu người mẫu xinh đẹp tuy hơi ích kỷ, trong phim cô thường được gọi tắt là Gaby. Cô cưới Carlos Solis, một ông chồng giàu có và sống trong ngôi nhà đồ sộ, luôn mua sắm quần áo, tiện nghi đắt tiền. Thế nhưng Gabrielle không cảm thấy hạnh phúc với cuộc hôn nhân của mình và cô bắt đầu một cuộc tình vụng trộm với người làm vườn 17 tuổi.

### Một số nhân vật khác
- Edie Britt (Nicollette Sheridan): là một người phụ nữ đã ly dị. Cô có sở thích chinh phục đàn ông, bị xem là người đàn bà lẳng lơ ở Wisteria Lane và thường bị phụ nữ ở đấy xa lánh. Edie và cô hàng xóm Susan thường hay tị nạnh với nhau.
- Mary Alice Young (Brenda Strong): là một người phụ nữ với một gia đình cực kỳ hoàn hảo. Thế nhưng cô bất ngờ tự tử bằng cách lấy súng tự bắn vào đầu mình mà mọi người không rõ lý do tại sao. Sau khi chết, Mary Alice trở thành người dẫn chuyện và cuộc sống của các bà nội trợ kia được phản ánh qua cái nhìn của cô.
- Mike Delfino (James Denton): là anh chàng thợ sửa ống nước dễ mến ở Wisteria Lane. Anh là người mà Susan thầm thương trộm nhớ.
- Rex Van de Kamp (Steven Culp): chồng đầu tiên của Bree, đồng thời là một bác sĩ.
- Carlos Solis (Ricardo Antonio Chavira): chồng của Gabrielle, anh là một doanh nhân có tính khí nóng nảy.
- Tom Scavo (Doug Savant): chồng và đồng nghiệp của Lynette, thường bị vợ lấn át về mọi việc.
- John Rowland (Jesse Metcalfe): là người làm vườn 17 tuổi của gia đình Solis và có một mối tình vụng trộm với bà chủ nhà Gabrielle trong phần 1.
- Karen McCluskey (Kathryn Joosten): bà hàng xóm già ở Wisteria Lane, sống trong căn nhà đối diện gia đình Scavo, bà khá thân với gia đình này và thường làm bảo mẫu cho họ.
- Martha Huber (Christine Estabrook): người hàng xóm tọc mạch, và là người đầu tiên phát hiện thi thể của Mary Alice.
- Felicia Tilman (Harriet Sansom Harris): người chị của Martha.
- Paul Young (Mark Moses): chồng của Mary Alice. Anh là người có tính cách bí ẩn và rất yêu thương vợ con.
- Zach Young (Cody Kasch): con trai của Mary Alice và Paul, nhưng các tập cuối của phần 1 đã hé lộ nhiều bí mật về quan hệ này. Zach đã rất đau khổ về cái chết của Mary Alice.
- Julie Mayer (Andrea Bowen): con gái của Susan và Karl Mayer. Julie có tính nết hiền lành, dịu dàng và giỏi giang từ việc nhà đến chuyện học hành.
- Preston Scavo (phần 1-4: Brent Kinsman, phần 5-8: Charlie Carver), Porter Scavo (phần 1-4: Shane Kinsman, phần 5-8: Max Carver) và Parker Scavo (phần 1-4: Zane Huett, phần 5-8: Joshua Logan Moore): là các con trai của Lynette và Tom, trong đó Preston và Porter là một cặp song sinh và là hai con lớn nhất.
- Penny Scavo (phần 1: Dylan và Jordan Cline; phần 2, 3 và 4: Darien và Kerstin Pinkerton; phần 5 và 6: Kendall Applegate; phần 7 và 8: Darcy Rose Byrnes): là con gái của Lynette và Tom, có tính tình ngoan ngoãn, hiền lành nhất trong các con của họ.
- Paige Scavo: con gái út của gia đình Scavo.
- Andrew Van de Kamp (Shawn Pyfrom): con trai của Bree và Rex. Andrew là người có tính cách nổi loạn và đã gây cho Bree nhiều đau khổ.
- Danielle Van de Kamp (Joy Lauren): con gái của Bree và Rex. Danielle thì có tính cách ương bướng, cứng đầu.
- Betty Applewhite (Alfre Woodard): bà nội trợ chuyển đến Wisteria Lane ở cuối phần 1. Betty là người có nhiều bí ẩn và là một nhạc công piano.
- Matthew Applewhite (Mehcad Brooks) và Caleb Applewhite (Page Kennedy, NaShawn Kearse): là hai con trai của Betty.
- Karl Mayer (Richard Burgi): là một luật sư, chồng cũ của Susan và cha của Julie. Tính cách trăng hoa, hay lăng nhăng.
- George Williams (Roger Bart): là một dược sĩ, có tình cảm dành cho Bree. Tính cách rụt rè nhưng có nhiều điều bí hiểm.
- Orson Hodge (Kyle MacLachlan): một nha sỹ, là người đàn ông đảm đang, khéo léo và có nhiều bí mật.
- Austin McCann (Josh Henderson): cháu trai của Edie, tính cách mạnh mẽ, tuy hơi lăng nhăng.
- Kayla Scavo (họ cũ: Huntington) (Rachel Fox): là con gái riêng của Tom. Mẹ của Kayla là Nora Huntington (Kiersten Warren).
- Katherine Mayfair (Dana Delany): bà nội trợ chuyển về Wisteria Lane ở phần 4 sau 12 năm sống ở Chicago. Katherine cũng là một bà nội trợ đảm đang, nhiều tài không kém Bree.
- Adam Mayfair (Nathan Fillion): một bác sĩ sản khoa và là chồng của Katherine trong phần 4.
- Dylan Mayfair (Lyndsy Fonseca): là con gái riêng của Katherine với người chồng cũ.
- Lee McDermott và Bob Hunter (Kevin Rahm và Tuc Watkins): cặp đôi đồng tính luyến ái sống cạnh nhà Susan. Bob làm nghề luật sư và có tính cách tương đối mạnh mẽ hơn Lee.
- Dave Williams (Neal McDonough): người chồng mới của Edie ở phần 5.
- Juanita Solis và Celia Solis (Madison De La Garza và Daniella Baltodano): hai con gái của Gabrielle và Carlos.
- Maynard James "M.J." Delfino (Mason Vale Cotton): con trai của Susan và Mike.
- Angie Bolen, Nick Bolen và Danny Bolen (Drea de Matteo, Jeffrey Nordling, và Beau Mirchoff): lần lượt là vợ, chồng và con trai trong gia đình Bolen, chuyển đến Wisteria Lane trong phần 6 và mang theo nhiều bí mật.
- Renee Perry (Vanessa Williams): bạn cũ của Lynette thời sinh viên, có tính cách khá giống Edie và cũng sống trong căn nhà cũ của Edie.
- Beth Young (Emily Bergl): người vợ thứ hai của Paul, xuất hiện trong phần 7.
- Keith Watson (Brian Austin Green): là một thợ sơn, và bạn trai của Bree trong phần 7.
- Chuck Vance (Jonathan Cake): một thanh tra cảnh sát, có quan hệ tình cảm với Bree từ cuối phần 7 sang phần 8.
- Alejandro Perez (Tony Plana): cha dượng của Gabrielle, được nhắc đến từ phần 1, nhưng đến cuối phần 7 mới xuất hiện.
- Ben Faulkner (Charles Mesure): một thầu khoán đến từ nước Úc, xuất hiện trong phần 8.

### Các nhân vật bà nội trợ
| Tên                           | Diễn viên           | Xuất hiện trong (Phần.Tập) | Năm       |
| ----------------------------- | ------------------- | -------------------------- | --------- |
| Mary Alice Young (dẫn chuyện) | Brenda Strong       | 1.01–nay                   | 2004–nay  |
| Susan Mayer                   | Teri Hatcher        | 1.01–nay                   | 2004–nay  |
| Lynette Scavo                 | Felicity Huffman    | 1.01–nay                   | 2004–nay  |
| Bree Van de Kamp              | Marcia Cross        | 1.01–nay                   | 2004–nay  |
| Gabrielle Solis               | Eva Longoria        | 1.01–nay                   | 2004–nay  |
| Edie Britt                    | Nicollette Sheridan | 1.01–5.23                  | 2004–2009 |
| Betty Applewhite              | Alfre Woodard       | 1.22–2.24                  | 2005–2006 |
| Katherine Mayfair             | Dana Delany         | 4.01–6.18                  | 2007–2010 |
| Angie Bolen                   | Drea de Matteo      | 6.01–6.23                  | 2009–2010 |
| Renee Perry                   | Vanessa Williams    | 7.01–nay                   | 2010–nay  |